# Eldana leucostictalis
Eldana leucostictalis är en fjärilsart som beskrevs av Oswald Beltram Lower 1903. Eldana leucostictalis ingår i släktet Eldana och familjen mott. Inga underarter finns listade i Catalogue of Life.